# John Hall-Edwards

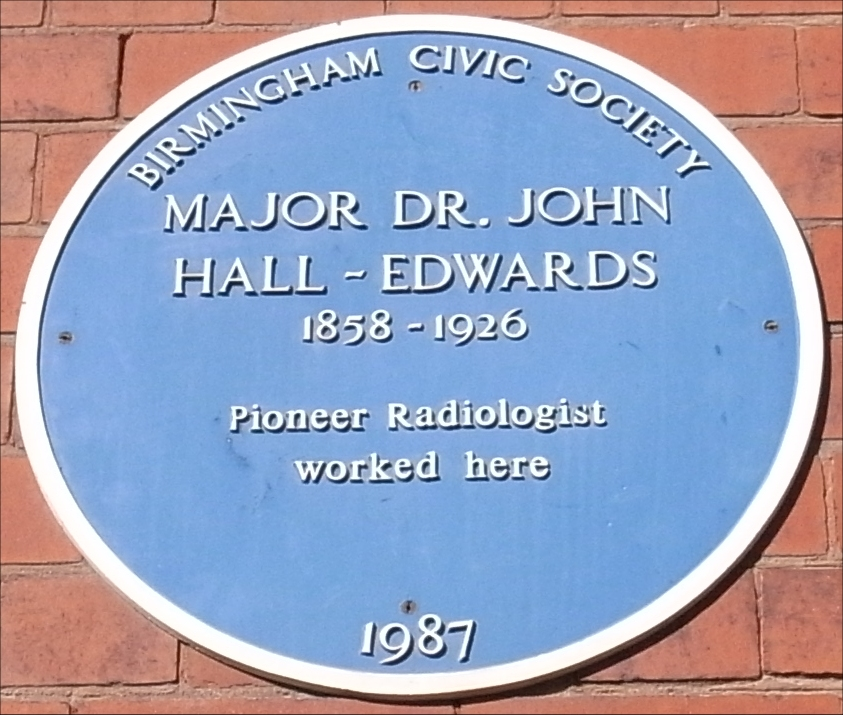
Modrá plaketa na fasádě Birminghamské dětské nemocnici, dříve General Hospital

John Francis Hall-Edwards (19. prosince 1858 – 15. srpna 1926) byl průkopníkem v oblasti lékařského využití rentgenového záření ve Spojeném království. V anglickém v Birminghamu rozšířil lékařské využití rentgenového záření v oblasti ozařovací terapie. Roku 1908 mu musela být amputována ruka v důsledku nádoru z ozáření.

## Život a dílo
Pořídil první rentgenový snímek během chirurgického zákroku dne 14. února 1896. Hall-Edwards kvůli svým zájmům o rentgenové záření přišel o svou levou ruku, která mu musela být amputována v roce 1908 kvůli dermatitidě.